# Saccoloma squamosum
Saccoloma squamosum är en ormbunkeart som beskrevs av Robbin C. Moran. Saccoloma squamosum ingår i släktet Saccoloma och familjen Saccolomataceae. Inga underarter finns listade.